# Trypanosyllis aeolis
Trypanosyllis aeolis är en ringmaskart som beskrevs av Langerhans 1879. Trypanosyllis aeolis ingår i släktet Trypanosyllis och familjen Syllidae. Inga underarter finns listade i Catalogue of Life.